# Huân chương Quốc dân (Hàn Quốc)
Huân chương Quốc dân (Hangeul: 국민훈장) là huân chương của Hàn Quốc, được trao bởi tổng thống Đại Hàn Dân Quốc cho những cống hiến xuất sắc trong các lĩnh vực, chính trị, kinh tế, xã hội, giáo dục, nghệ thuật và khoa học nhằm cải thiện phúc lợi công dân và thúc đẩy sự phát triển của đất nước.

## Các bậc
Huân chương quốc dân có 5 bậc.
| Cấp | Tên                                                         | Huy hiệu |
| --- | ----------------------------------------------------------- | -------- |
| 1   | 무궁화장 (無窮花章 - Mugunghwa jang) Huân chương hoa Mugung |          |
| 2   | 모란장 (牡丹章 - Moran jang) Huân chương hoa mẫu đơn        |          |
| 3   | 동백장 (冬柏章 - Dongbaek jang) Huân chương cây bách        |          |
| 4   | 목련장 (木蓮章 - Mongnyeon jang) Huân chương hoa mộc lan    |          |
| 5   | 석류장 (石榴章 - Seongnyu jang) Huân chương cây lựu         |          |

## Những người được nhận
- Jeon Tae-il (2020)
- Hwang Hye-seong (1986)
- Tom Kim
- Benjamin W. Lee
- Ilchi Lee
- Kevin O'Donnell
- Younghi Pagh-Paan (2007)
- Park Mok-wol (1972)
- Sohn Kee-chung
- Jarl Wahlström (1983)

## References
1. ↑  훈장과 포장 [Orders and Medals]. Decorations of the Republic of Korea (bằng tiếng Hàn). Ministry of Interior and Safety. 2015. Truy cập ngày 14 tháng 2 năm 2018.